# Primetime Emmy Award du meilleur scénario pour une émission de divertissement
Pour les articles homonymes, voir Emmy du meilleur scénario.
Le Primetime Emmy Award du meilleur scénario pour une émission de divertissement (Primetime Emmy Award for Outstanding Writing for a Variety Series) est une récompense de télévision décernée depuis 1957 au cours des Primetime Emmy Awards par l'Academy of Television Arts and Sciences.
La catégorie a connu de nombreux changements d'intitulé, incluant les séries de variété, musicales ou comiques. L'intitulé actuel date de 2012.
Depuis 2003, et à l'exception de l'année 2007, deux séries se sont partagé les récompenses : The Daily Show et son spin-off, The Colbert Report, toutes les deux diffusées sur Comedy Central.

## Palmarès
Note : L'année indiquée est celle de la cérémonie. Les scénaristes lauréats sont indiqués en tête de chaque année et en caractères gras.

### Années 1950
- 1957 : The Phil Silver Show – Billy Friedberg, Nat Hiken, Coleman Jacoby, Arnold Rosen, Leonard Stern, Tony Webster
- 1958 : aucune récompense
- 1959 : aucune récompense

### Années 1960
- 1960 : aucune récompense
- 1961 : aucune récompense
- 1962 : aucune récompense
- 1963 : aucune récompense
- 1964 : The Dick Van Dyke Show – Sam Denoff, Bill Persky, Carl Reiner
- 1965 : aucune récompense
- 1966 : An Evening with Carol Channing – Hal Goldman, Al Gordon, Sheldon Keller
- 1967 : The Sid Caesar, Imogene Coca, Carl Reiner, Howard – Mel Brooks, Sam Denoff, Bill Persky, Carl Reiner, Mel Tolkin
- 1968 : Rowan and Martin's Laugh-In – Chris Bearde, Phil Hahn, Jack Hanrahan, Coslough Johnson, Paul Keyes, Marc London, Allan Manings, David Panich, Hugh Wedlock, Digby Wolfe
- 1969 : The Smothers Brothers Comedy Hour – Allan Blye, Bob Einstein, Carl Gottlieb, Cy Howard, Steve Martin, Jerry Music, Murray Roman, Cecil Tuck, Paul Wayne, Mason Williams

### Années 1970
- 1970 : Annie, The Women in the Life of a Man – Gary Belkin, Peter Bellwood, Thomas Meehan, Herbert Sargent, Judith Viorst
- 1971 : The Flip Wilson Show – Herbert Baker, Hal Goodman, Larry Klein, Bob Schiller, Norman Steinberg (en), Bob Weiskopf, Flip Wilson
- 1971 : Singer Presents Burt Bacharach – Bob Ellison, Marty Farrell
- 1972 : The Carol Burnett Show – Art Baer, Roger Beatty, Stan Burns, Stan Hart, Don Hinkley, Ben Joelson, Heywood Kling, Mike Marmer, Arnie Rosen, Larry Siegel
- 1972 : The Trial of Mary Lincoln NET Opera Theatre – Anne Howard Bailey
- 1973 : The Carol Burnett Show – Bill Angelos, Roger Beatty, Stan Hart, Robert Hilliard, Heywood Kling, Arnie Kogen, Buz Kohan, Gail Parent, Tom Patchett, Larry Siegel, Jay Tarses
- 1973 : Acts of Love and Other Comedies – Joseph Bologna, Renee Taylor
- 1974 : The Carol Burnett Show – Roger Beatty, Gary Belkin, Dick Clair, Rudy De Luca, Arnie Kogen, Barry Harman, Barry Levinson, Jenna McMahon, Gene Perret, Bill Richmond, Ed Simmons
- 1974 : Lily – Rosalyn Drexler, Ann Elder, Karyl Geld Miller, Robert Illes, Lorne Michaels, Richard Pryor, Jim Rusk, Herbert Sargent, James R. Stein, Lily Tomlin, Jane Wagner, Rod Warren, George Yanok
- 1975 : The Carol Burnett Show – Roger Beatty, Gary Belkin, Dick Clair, Rudy De Luca, Arnie Kogen, Barry Levinson, Jenna McMahon, Gene Perret, Bill Richmond, Ed Simmons
- 1975 : Shirley MacLaine: If They Could See Me Now – John Bradford, Cy Coleman, Bob Wells
- 1976 : NBC's Saturday Night – Anne Beatts, Chevy Chase, Tom Davis, Al Franken, Lorne Michaels, Marilyn Suzanne Miller, Michael O'Donoghue, Herbert Sargent, Tom Schiller, Rosie Shuster, Alan Zweibel
- 1976 : Lily Tomlin – Ann Elder, Christopher Guest, Lorne Michaels, Earl Pomerantz, Jim Rusk, Lily Tomlin, Jane Wagner, Rod Warren, George Yanok
- 1977 : NBC's Saturday Night – Dan Aykroyd, Anne Beatts, John Belushi, Tom Davis, James Downey, Al Franken, Lorne Michaels, Marilyn Suzanne Miller, Bill Murray, Michael O'Donoghue, Herbert Sargent, Tom Schiller, Rosie Shuster, Alan Zweibel
- 1977 : America Salutes Richard Rodgers: The Sound of His – Buz Kohan, Ted Strauss
- 1978 : The Carol Burnett Show – Roger Beatty, Dick Clair, Tim Conway, Rick Hawkins, Robert Illes, Jenna McMahon, Gene Perret, Bill Richmond, Liz Sage, Larry Siegel, Franelle Silver, Ed Simmons, James Stein
- 1978 : The Paul Simon Special – Chevy Chase, Tom Davis, Al Franken, Charles Grodin, Lorne Michaels, Paul Simon, Lily Tomlin, Alan Zweibel
- 1979 : M*A*S*H – Alan Alda

### Années 1980
- 1980 : Shirley MacLaine..."Every Little Movement" – Buz Kohan
- 1981 : Le Muppet Show (The Muppet Show) – Jerry Juhl, Chris Langham, David Odell
- 1982 : Second City Television – Jeffrey Barron, Dick Blasucci, John Candy, Chris Cluess, Bob Dolman, Joe Flaherty, Paul Flaherty, Stuart Kreisman, Eugene Levy, Andrea Martin, John McAndrew, Brian McConnachie, Rick Moranis, Catherine O'Hara, Mert Rich, Michael Short, Doug Steckler, Dave Thomas
- 1983 : Second City Television – Dick Blasucci, John Candy, Bob Dolman, Joe Flaherty, Paul Flaherty, Eugene Levy, Andrea Martin, John McAndrew, Martin Short, Michael Short, Doug Steckler, Mary Charlotte Wilcox
- 1984 : Late Night with David Letterman – Christopher Elliott, Sanford Frank, Ted Greenberg, David Letterman, Merrill Markoe, Jeff Martin, Gerard Mulligan, Steven O'Donnell, Joseph E. Toplyn, Matt Wickline, David Yazbek
- 1985 : Late Night with David Letterman – Randy Cohen, Kevin Curran, Chris Elliott, Sandy Frank, Eddie Gorodetsky, Fred Graver, Larry Jacobson, David Letterman, Merrill Markoe, Jeff Martin, Gerard Mulligan, Joe Toplyn, Matt Wickline
- 1986 : Late Night with David Letterman (Fourth Anniversary Special) – Randy Cohen, Kevin Curran, Chris Elliott, Sandy Frank, Fred Graver, Larry Jacobson, David Letterman, Merrill Markoe, Jeff Martin, Gerard Mulligan, Steven O'Donnell, Joe Toplyn, Matt Wickline
- 1987 : Late Night with David Letterman (Fifth Anniversary Special) – Randy Cohen, Kevin Curran, Chris Elliott, Sandy Frank, Fred Graver, Larry Jacobson, David Letterman, Jeff Martin, Gerard Mulligan, Steven O'Donnell, Adam Resnick, Joe Toplyn, Matt Wickline
- 1988 : Jackie Mason on Broadway – Jackie Mason
- 1989 : Saturday Night Live – John Bowman, A. Whitney Brown, Greg Daniels, Tom Davis, James Downey, Al Franken, Shannon Gaughan, Jack Handey, Phil Hartman, George Meyer, Lorne Michaels, Mike Myers, Conan O'Brien, Bob Odenkirk, Herbert Sargent, Tom Schiller, Robert Smigel, Bonnie Turner, Terry Turner, Christine Zander

### Années 1990
- 1990 : Billy Crystal: Midnight Train To Moscow – Billy Crystal
- 1990 : The Tracey Ullman Show – Jerry Belson, James L. Brooks, Marc Flanagan, Dinah Kirgo, Jay Kogen, Marilyn Suzanne Miller, Heide Perlman, Ian Praiser, Sam Simon, Tracey Ullman, Wallace Wolodarsky
- 1991 : 63e cérémonie des Oscars – Billy Crystal, Hal Kanter, Buz Kohan, David Steinberg, Bruce Vilanch, Robert Wuhl
- 1992 : aucune récompense
- 1993 : The Ben Stiller Show – Judd Apatow, Robert Cohen, David Cross, Brent Forrester, Jeff Kahn, Bruce Kirschbaum, Bob Odenkirk, Sultan Pepper, Dino Stamatopoulos, Ben Stiller
- 1994 : aucune récompense
- 1995 : aucune récompense
- 1996 : Dennis Miller Live – David Feldman, Eddie Feldmann, Mike Gandolfi, Tom Hertz, Leah Krinsky, Dennis Miller, Rick Overton
- 1997 : Chris Rock: Bring the Pain – Chris Rock
- 1998 : Dennis Miller Live – Joe Arroyo, David Feldman, Eddie Feldmann, Jim Hanna, Leah Krinsky, Dennis Miller, David Weiss
- 1999 : The Chris Rock Show – Tom Agna, Vernon Chatman, Louis C.K., Lance Crouther, Gregory Greenberg, Ali LeRoi, Steven O'Donnell, Chris Rock, Frank Sebastiano, Chuck Sklar, Jeff Stilson, Wanda Sykes-Hall, Mike Upchurch

### Années 2000
- 2000 : Dress to Kill – Eddie Izzard
- 2001 : The Daily Show with Jon Stewart – Eric Drysdale, Jim Earl, Dan Goor, Charlie Grandy, JR Havlan, Tom Johnson, Kent Jones, Paul Mercurio, Chris Regan, Allison Silverman, Jon Stewart
- 2002 : Saturday Night Live – Doug Abeles, James Anderson, Max Brooks, James Downey, Tina Fey, Hugh Fink, Charlie Grandy, Jack Handey, Steve Higgins, Erik Kenward, Dennis McNicholas, Lorne Michaels, Matt Murray, Paula Pell, Matt Piedmont, Ken Scarborough, Michael Schur, Frank Sebastiano, T. Sean Shannon, Robert Smigel, Emily Spivey, Andrew Steele, Scott Wainio
- 2003 : The Daily Show with Jon Stewart – Rich Blomquist, Steve Bodow, Eric Drysdale, J.R. Havlan, Scott Jacobson, David Javerbaum, Tom Johnson, Ben Karlin, Rob Kutner, Chris Regan, Jason Reich, Jason Ross, Jon Stewart
- 2004 : The Daily Show with Jon Stewart – Rich Blomquist, Steve Bodow, Tim Carvell, Stephen Colbert, Eric Drysdale, J.R. Havlan, Scott Jacobson, David Javerbaum, Ben Karlin, Chris Regan, Jason Reich, Jason Ross, Jon Stewart
- 2005 : The Daily Show with Jon Stewart – Rich Blomquist, Steve Bodow, Tim Carvell, Stephen Colbert, Eric Drysdale, J.R. Havlan, Scott Jacobson, David Javerbaum, Ben Karlin, Rob Kutner, Chris Regan, Jason Reich, Jason Ross, Jon Stewart
- 2006 : The Daily Show with Jon Stewart – Rich Blomquist, Steve Bodow, Rachel Axler, Kevin Bleyer, Tim Carvell, Stephen Colbert, Eric Drysdale, J.R. Havlan, Scott Jacobson, David Javerbaum, Ben Karlin, Rob Kutner, Sam Means, Chris Regan, Jason Reich, Jason Ross, Jon Stewart
- 2007 : Late Night with Conan O'Brien – Mike Sweeney, Chris Albers, Joe Arroyo, Dan Cronin, Kevin Dorff, Daniel J. Goor, Michael Gordon, Berkley Johnson, Brian Kiley, Michael Koman, Tim Harrod, Brian McCann, Guy Nicolucci, Conan O'Brien, Brian Stack, Andrew Weinberg
- 2008 : The Colbert Report – Tom Purcell, Stephen Colbert, Allison Silverman, Richard Dahm, Michael Brumm, Rob Dubbin, Eric Drysdale, Peter Gwinn, Jay Katsir, Laura Krafft, Frank Lesser, Glenn Eichler, Peter Grosz, Bryan Adams, Barry Julien, Meredith Scardino
- 2009 : The Daily Show with Jon Stewart – Steve Bodow, Jon Stewart, David Javerbaum, Josh Lieb, Rory Albanese, Kevin Bleyer, Jason Ross, Tim Carvell, John Oliver, Sam Means, Rob Kutner, J.R. Havlan, Rich Blomquist, Wyatt Cenac, Elliott Kalan, Rachel Axler

### Années 2010
- 2010 : The Colbert Report – Barry Julien, Stephen Colbert, Allison Silverman, Tom Purcell, Rich Dahm, Michael Brumm, Rob Dubbin, Opus Moreschi, Peter Gwinn, Jay Katsir, Frank Lesser, Glenn Eichler, Peter Grosz, Meredith Scardino, Max Werner, Eric Drysdale
  - The Tonight Show with Conan O'Brien – 
  - Real Time with Bill Maher – 
  - The Daily Show with Jon Stewart – 
  - Saturday Night Live –

- 2011 : The Daily Show with Jon Stewart – Steve Bodow, Tim Carvell, Rory Albanese, Kevin Bleyer, Rich Blomquist, Wyatt Cenac, Hallie Haglund, JR Havlan, Elliott Kalan, Josh Lieb, Sam Means, Jo Miller, John Oliver, Daniel Radosh, Jason Ross et Jon Stewart
  - The Colbert Report – Barry Julien, Stephen Colbert, Tom Purcell, Richard Dahm, Michael Brumm, Rob Dubbin, Opus Moreschi, Peter Gwinn, Jay Katsir, Frank Lesser, Glenn Eichler, Meredith Scardino, Max Werner, Eric Drysdale, Scott Sherman, Dan Guterman et Paul Dinello
  - Late Night with Jimmy Fallon – AD Miles, David Angelo, Patrick Borelli, Michael Blieden, Gerard Bradford, Jeremy Bronson, Michael Dicenzo, Jimmy Fallon, Eric Ledgin, Morgan Murphy, Robert Patton, Gavin Purcell, Amy Ozols, Diallo Riddle, Bashir Salahuddin, Justin Shanes, Michael Shoemaker, Jon Rineman et Bobby Tisdale
  - Saturday Night Live – Doug Abeles, James Anderson, Alex Baze, Heather Anne Campbell, Jessica Conrad, Matt Craig, James Downey, Tom Flanigan, Shelly Gossman, Steve Higgins, Erik Kenward, Rob Klein, Seth Meyers, Lorne Michaels, John Mulaney, Christine Nangle, Michael Patrick O'Brien, Paula Pell, Simon Rich, Marika Sawyer, Akiva Schaffer, Sarah Schneider, John Solomon, Kent Sublette, Bryan Tucker, Jorma Taccone et Colin Jost
  - Conan – Mike Sweeney, Conan O'Brien, Andy Richter, Frank Smiley, Jose Arroyo, Andres du Bouchet, Deon Cole, Josh Comers, Dan Cronin, Michael Gordon, Berkley Johnson, Brian Kiley, Laurie Kilmartin, Rob Kutner, Todd Levin, Brian McCann, Matt O'Brien et Brian Stack

- 2012 : The Daily Show with Jon Stewart – Steve Bodow, Tim Carvell, Rory Albanese, Kevin Bleyer, Rich Blomquist, Wyatt Cenac, Hallie Haglund, JR Havlan, Elliott Kalan, Josh Lieb, Sam Means, Jo Miller, John Oliver, Daniel Radosh, Jason Ross et Jon Stewart
  - The Colbert Report – 
  - Portlandia – 
  - Real Time with Bill Maher – 
  - Saturday Night Live –

- 2013 : The Colbert Report – Opus Moreschi, Stephen Colbert, Tom Purcell, Rich Dahm, Barry Julien, Michael Brumm, Rob Dubbin, Jay Katsir, Frank Lesser, Glenn Eichler, Meredith Scardino, Max Werner, Eric Drysdale, Dan Guterman, Paul Dinello, Nate Charny, Bobby Mort
  - The Daily Show with Jon Stewart – Tim Carvell, Rory Albanese, Kevin Bleyer, Steve Bodow, Travon Free, Hallie Haglund, JR Havlan, Elliott Kalan, Dan McCoy, Jo Miller, John Oliver, Zhubin Parang, Daniel Radosh, Jason Ross, Lauren Sarver, Jon Stewart
  - Jimmy Kimmel Live! – Gary Greenberg, Molly McNearny, Tony Barbieri, Jonathan Bines, Sal Iacono, James Kimmel, Rick Rosner, Danny Ricker, Eric Immerman, Jeff Loveness, Josh Holloway, Bess Kalb, Joelle Boucai, Bryan Paulk
  - Portlandia – Fred Armisen, Carrie Brownstein, Jonathan Krisel, Bill Oakley
  - Real Time with Bill Maher – Adam Felber, Matt Gunn, Brian Jacobsmeyer, Jay Jaroch, Chris Kelly, Bill Maher, Billy Martin, Danny Vermont, Scott Carter
  - Saturday Night Live – James Anderson, Alex Baze, Neil Casey, James Downey, Steve Higgins, Colin Jost, Zach Kanin, Chris Kelly, Joe Kelly, Erik Kenward, Rob Klein, Seth Meyers, Lorne Michaels, Mike O'Brien, Josh Patten, Marika Sawyer, Sarah Schneider, Pete Schultz, John Solomon, Kent Sublette, Bryan Tucker, Robert Smigel

- 2014 : The Colbert Report – Opus Moreschi, Stephen Colbert, Tom Purcell, Richard Dahm, Barry Julien, Michael Brumm, Rob Dubbin, Jay Katsir, Frank Lesser, Glenn Eichler, Meredith Scardino, Max Werner, Eric Drysdale, Paul Dinello, Nate Charny, Sam Kim, Aaron Cohen, Gabe Gronli, Matt Lappin
  - The Daily Show with Jon Stewart – Elliott Kalan, Tim Carvell, Steve Bodow, Dan Amira, Travon Free, Hallie Haglund, JR Havlan, Matt Koff, Dan McCoy, Jo Miller, Zhubin Parang, Daniel Radosh, Lauren Sarver, Jon Stewart, Rory Albanese
  - Inside Amy Schumer – Jessi Klein, Amy Schumer, Emily Altman, Jeremy Beiler, Neil Casey, Kurt Metzger, Kyle Dunnigan, Christine Nangle, Daniel Powell
  - Key & Peele – Jay Martel, Ian Roberts, Jordan Peele, Keegan-Michael Key, Alex Rubens, Rebecca Drysdale, Colton Dunn, Rich Talarico, Charlie Sanders
  - Portlandia – Fred Armisen, Carrie Brownstein, Jonathan Krisel, Graham Wagner, Karey Dornetto
  - The Tonight Show Starring Jimmy Fallon – AD Miles, Patrick Borelli, Gerard Bradford, Luke Cunningham, Mike DiCenzo, Mike Drucker, Jess Dweck, Dicky Eagan, Jimmy Fallon, John Haskel, Josh Lieb, Arthur Meyer, Chase Mitchell, Dan Opsal, Gavin Purcell, Jon Rineman, Albertina Ross, Jason Ross, David Young, Michael Jann